# 条块
条块系统，也称为“条条块块” (强调多元化)，描述了中华人民共和国政府的行政安排。“条”是指中央政府各部门之间的垂直权威线，“块”指的是省级或地方一级政府的横向权限。条条块块主要用来描述中央、地方政府的行政对产业和企业的影响。